# داي مين
داي مين هي مغنية أوبرا صينية، ولدت في 20 نوفمبر 1958.